# Anzing (Bawaria)
Anzing – miejscowość i gmina w Niemczech, w kraju związkowym Bawaria, w rejencji Górna Bawaria, w regionie Monachium, w powiecie Ebersberg. Leży około 12 km na północny zachód od Ebersberga, przy autostradzie A94.

## Demografia
Dane o ludności z 31 grudnia 2008:
| Opis                                | Ogółem | Ogółem | Kobiety | Kobiety | Mężczyźni | Mężczyźni |
| ----------------------------------- | ------ | ------ | ------- | ------- | --------- | --------- |
| Jednostka                           | osób   | %      | osób    | %       | osób      | %         |
| Populacja                           | 3591   | 100    | 1777    | 49,48   | 1814      | 50,52     |
| Wiek przedprodukcyjny (0–17 lat)    | 731    | 20,36  | 332     | 9,25    | 399       | 11,11     |
| Wiek produkcyjny (18–65 lat)        | 2219   | 61,79  | 1110    | 30,91   | 1109      | 30,88     |
| Wiek poprodukcyjny (powyżej 65 lat) | 641    | 17,85  | 335     | 9,33    | 306       | 8,52      |

## Polityka
Wójtem gminy jest Franz Finauer, poprzednio urząd ten obejmował Richard Hollerith, rada gminy składa się z 16 osób.
|      | CSU | SPD | FWG | Zieloni | UBG | AJ | Razem |
| 2008 | 5   | 3   | -   | 2       | 5   | 1  | 16    |
| 2002 | 6   | 3   | 1   | 1       | 3   | 2  | 16    |